# NGC 2623
NGC 2623是一個在天球上位於巨蟹座的星系。這個星系因為是由兩個星系之間強烈碰撞後合併而擁有特殊形態。

## 概要
星系之間的劇烈碰撞使作用星系內的氣體雲被壓縮與氣體動能大幅增強，使恆星形成率急遽升高。恆星形成中的區域即為影像中的亮藍色斑點。這樣的區域在星系中心以及沿著由塵埃和氣體組成的NGC 2623的大半徑曲線（即潮汐尾）中呈現星團狀分布。這些潮汐尾結構延伸約5萬光年，許多年輕高溫新生恆星在其中聚集形成星團，在NGC 2623中已觀測到至少170個由年輕恆星組成的星團。
NGC 2623正處在星系合併的最後階段。天文學家認為銀河系在約40億年後和仙女座星系碰撞後新形成的星系型態與NGC 2623類似。
NGC 2623於1885年由法國天文學家讓·瑪璉·愛德華·史提芬發現。